# Blef (serial telewizyjny)
Blef (ang. The Catch) – amerykański serial telewizyjny (dramat kryminalny, thriller) wyprodukowany przez ABC Studios, ShondaLand oraz Canny Lads Productions. Twórcą serialu jest Jennifer Schuur. Producentką The Catch jest Shonda Rhimes. Serial był emitowany od 24 marca 2016 roku do 10 maja 2017 roku przez ABC, a w Polsce od 3 kwietnia 2016 roku przez TVN 7.

13 maja 2016 roku, stacja ABC ogłosiła zamówienie 2 sezonu.

12 maja 2017 roku, stacja ABC ogłosiła zakończenie produkcję serialu po dwóch sezonach.

## Fabuła
Serial skupia się na Alice Vaughan, świetnej specjalistce zajmującą się wykrywaniem różnych oszustw. Jednak sama staje się ofiarą, gdyż jej narzeczony, Benjamin Jones zrobił przekręt i zniknął. Teraz musi odnaleźć go, aby nie zniszczyć swojej kariery, jednocześnie prowadzi kilka spraw.

## Obsada
- Mireille Enos jako Alice Vaughan
- Peter Krause jako Benjamin Jones[5]
- Sonya Walger jako Margot Bishop[6]
- Jacky Ido jako Jules Dao, agent FBI[7]
- Rose Rollins jako Valerie Anderson[8]
- Alimi Ballard jako Reginald Lennox III[9]
- Jay Hayden jako Danny Yoon[7]
- Elvy Yost jako Sophie Novak[10]
- Nia Vardalos jako Leah Wells[11]
- John Simm[12]

## Odcinki
| Sezon | Sezon | Odcinki | Oryginalna emisja | Oryginalna emisja | Oryginalna emisja | Oryginalna emisja | Oryginalna emisja |
| Sezon | Sezon | Odcinki | Premiera sezonu   | Finał sezonu      | Premiera sezonu   | Finał sezonu      |                   |
| ----- | ----- | ------- | ----------------- | ----------------- | ----------------- | ----------------- | ----------------- |
|       | 1     | 10      | 24 marca 2016     | 19 maja 2016      | 3 kwietnia 2016   | 5 czerwca 2016    |                   |
|       | 2     | 10      | 9 marca 2017      | 11 maja 2017      | brak danych       | brak danych       |                   |

## Produkcja
27 stycznia 2015 roku, stacja ABC zamówiła pilotowy odcinek

8 maja 2015 roku, stacja ABC oficjalnie zamówiła pierwszy sezon serialu na sezon telewizyjny 2015/2016, którego premiera przewidziana jest na midseasonie. Pierwszy sezon The Catch będzie liczył 13 odcinków. Jennifer Schuur odeszła z projektu z powodów różnic twórczych.
17 maja 2016 roku, stacja ABC ogłosiła zamówienie drugiego sezonu serialu.